# Томас Н. Скортіа
Томас Н(іколас) Скортіа (29 серпня 1926 р. в Алтоні, штат Іллінойс; † 29 квітня 1986 р. у Ла Верні, Каліфорнія) — американський вчений-хімік та письменник-фантаст. Він співпрацював над декількома творами з колегою-автором з Френком М. Робінсоном. Іноді він використовував псевдоніми «Скотт Ніколс», «Джеральд Макдау» і «Артур Р. Курц».

## Життєпис
Скортіа народилася в Алтоні, штат Іллінойс. Він навчався в Університеті Вашингтона в Сент-Луїсі, де отримав ступінь хіміка в 1949 році. У 1950-х і 1960-х/на початку 1970-х років він працював у ряді аерокосмічних компаній і мав патент на паливо, яке використовувалося в одній із місій, що пролітають повз Юпітер.
Скортіа писав у вільний час, ще працюючи в аерокосмічній сфері. Коли на початку 1970-х років у галузі почало зростати безробіття, Скортіа вирішив спробувати свої сили в письменницькій діяльності на повний робочий день. Його роман «Скляне пекло» (у співпраці з Френком М. Робінсоном) у поєднанні з романом «Вежа» Річарда Мартіна Стерна став основою для фільму «Пекло у піднебессі» 1974 року. Скортіа також співпрацювала з Далтоном Трамбо над романом «Вимираючий вид».
Скортіа помер у Ла-Верні, штат Каліфорнія, 29 квітня 1986 року під час лікування від лейкемії., викликаної впливом радіації під час участі у спостереженнях на ранніх етапах ядерних випробувань.

## Особисті стосунки з іншими фантастами
Мав дружні стосунки з першим "Гроссмейстором фантастики" Роберта Е. Гайнлайна.
Інший Гроссмейстер Гарлан Еллісон приписував Скортіа те, що він «буквально врятував його [Еллісона] від воєнного суду в 1958 році».

## Твори
- Який божевільний оракул?: Роман про світ, як він є (англ. «What Mad Oracle?: A Novel of the World As It Is», 1961)
- Артерія вогню (англ. «Artery of Fire», 1972)
- Землетроща! (англ. «Earthwreck!», 1974)
- Скляне пекло[en] (англ. «The Glass Inferno», 1974, у співавторстві з з Френком М. Робінсоном)
- Криза Прометея (англ. «The Prometheus Crisis », 1975, у співавторстві з Френком М. Робінсоном)
- Фактор кошмару (англ. «The Nightmare Factor», 1978, у співавторстві з Френком М. Робінсоном)
- Золотий екіпаж (англ. «The Gold Crew», 1980,  у співавторстві з Френком М. Робінсоном)
- Великий поділ (англ. «The Great Divide», 1982, у співавторстві з Джоном Ф. Левіним)
- Підривай! (англ. «Blow Out!», 1987, у співавторстві з Френком М. Робінсоном)

### Збірки
- Обережно: Вогненебезпечний (англ. «Caution: Inflammable», 1976), зі вступом Теодора Стерджена
- Найкраще Томаса Н. Скортіа (англ. «The best of Thomas N. Scortia»,1981) за редакцією Джорджа Зебровськи

### Незібрані оповідання
- «Береги ночі» (1956)
- «Зміна моря» (1956)
- Галактика « Бомба у ванні », лютий 1957 р
- «Блондинка з крижаної коробки» (1959)
- «Найвтомленіша річка» (1973)